# کیوو ایر
کیوو ایر (به انگلیسی: Kivu Air) یک شرکت هواپیمایی با کد یاتا YES است که در ۱۹۹۷ میلادی تأسیس شده‌است. دفتر مرکزی کیوو ایر در گوما، جمهوری دموکراتیک کنگو واقع شده‌است و قطب این شرکت هواپیمایی در فرودگاه بین‌المللی گوما و فرودگاه کاوومو قرار دارد.